# César Sampaio
Carlos César Sampaio Campos (São Paulo, 31 de março de 1968) é um treinador e ex-futebolista brasileiro que atuava como volante. Atualmente exerce o cargo de auxiliar técnico do Santos.
Ídolo histórico do Palmeiras, também teve passagens pelos outros três grandes clubes paulistas: Santos, Corinthians e São Paulo. Após se aposentar dos gramados, passou a trabalhar como auxiliar técnico do treinador Tite.

## Carreira

### Santos
Quando criança, atuou por três anos no time de futebol de salão do São Paulo. Indicado pelo ex-jogador Lima, que o conheceu no bairro do Jabaquara, César começou a chamar atenção em 1983, atuando no time infantil do Santos. Na época, tinha o apelido de "Cara Inchada".
Teve chance no time principal em 1986, aos 18 anos, atuando na lateral-direita sob o comando do técnico Júlio Espinosa, e foi titular durante todo o Campeonato Paulista daquele ano. No ano seguinte, foi apontado como uma das revelações do Campeonato Paulista.
Em 1988, o presidente do Santos Manoel dos Santos Sá renunciou ao cargo, após o veto do Conselho à venda do passe de César Sampaio e Marco Antônio Cipó ao empresário Juan Figer.
No ano de 1990, ganhou a Bola de Prata por suas atuações no Campeonato Brasileiro.
Em 1991, foi envolvido numa troca junto ao Palmeiras, quando as duas diretorias negociaram a sua troca por 450 mil dólares e o passe do meia Ranielli e do atacante Serginho Fraldinha.
Ao todo, César Sampaio atuou em 298 jogos e marcou nove gols pelo Alvinegro Praiano.

### Palmeiras
O volante obteve no Alviverde tudo o que não alcançou no Santos: títulos e reconhecimento. Numa equipe que teve num curto período de tempo craques como Zinho, Evair, Edílson e Edmundo, Sampaio sempre destacou-se como líder natural. Calmo e articulado, tinha grande ascendência entre os seus companheiros, sejam eles experientes ou iniciantes. Teve grandes atuações e marcou um gol antológico quando partiu com a bola do meio de campo.
No clube alviverde, César conquistou os Brasileiros de 1993 e 1994, os Paulistas de 1993 e 1994, e os Rio-São Paulo de 1993 e 2000.

### Japão, retorno ao Palmeiras e La Coruña
Em 1995, juntamente com seus companheiros Zinho e Evair, Sampaio se transferiu para o Japão, para o Yokohama Flügels.
De volta ao Palmeiras, em 1999, foi o capitão da equipe na mais importante conquista da história do clube: a Copa Libertadores de 1999, além do Torneio Rio-São Paulo de 2000.
No ano seguinte foi para o Deportivo La Coruña, onde não obteve muito sucesso.

### Corinthians
No meio de 2001, resolveu voltar ao futebol brasileiro e, a convite de Vanderlei Luxemburgo, acabou indo parar no Corinthians para a disputa do Brasileirão. Porém, seguidas contusões o fizeram atuar em apenas nove jogos pelo clube e ao fim do ano, com a troca de treinador (Parreira chegou), ele acabou voltando para o Japão.

### São Paulo
Para encerrar a carreira, voltou ao Brasil e assinou com o São Paulo em 2004. Deixou o clube no dia 21 de dezembro, anunciando sua aposentadoria aos 36 anos. No total pelo Tricolor, disputou 27 partidas e marcou apenas um gol.

## Seleção Nacional
Em 1987, foi convocado por René Simões para o Torneio Internacional de Toulon. No mesmo ano, ganhou o Campeonato Mundial Sub-20.
Estreou pela Seleção Brasileira em 1990, num amistoso contra um combinado de craques do resto do mundo que marcava os 50 anos de Pelé. Apareceu como promessa na Seleção após uma péssima campanha na Copa do Mundo do mesmo ano, na qual a Verde-Amarela foi eliminada pela maior rival, a Seleção Argentina.
Viveu seu auge durante a Copa do Mundo FIFA de 1998, onde se destacou fazendo gols e ficando com o vice-campeonato, após a derrota na final contra a França. Dos seis gols que marcou pelo Brasil, três foram naquele Mundial.

## Pós-aposentadoria
No ano de 2005, César Sampaio tornou-se comentarista da equipe esportiva da Rádio Jovem Pan. No mesmo ano, ingressou na Escola Superior do Esporte, onde se formou em Gestão Esportiva.
Em outubro de 2006, César Sampaio criou a AGS - Gestão Esportiva, empresa em sociedade com Rodrigo Aguiar e Fabio Gentile, com quem havia se formado em gestão do esporte. Depois de quase seis meses de negociação, em dezembro de 2006, a AGS (Aguiar, Gentile e Sampaio) firmou contrato de seis anos com Esporte Clube Pelotas, em uma das primeiras gestões profissionais do país, que tinha por objetivo profissionalizar a gestão do clube e transforma-lo em empresa. No final de 2007, o Esporte Clube Pelotas rompeu unilateralmente o contrato. A decisão sobre o caso ainda corre na justiça.
No ano de 2010, tornou-se sócio da C2B Sports, junto com Cléber Américo, André Barros, Renato Romani e Ricardo Gaz. A C2B Sports é parceira do Rio Claro Futebol Clube.
Foi anunciado como novo gerente remunerado de futebol do Palmeiras no dia 4 de novembro de 2011, tendo permanecido no cargo até janeiro de 2013.
Em 30 de janeiro de 2015, tornou-se presidente do Comercial Futebol Clube (Tietê), implementando seu Projeto Cidadãos do Futebol, que tem como objetivo principal ensinar o futebol de forma responsável, valorizando o esporte como ferramenta de Inclusão Social, para crianças, jovens e adolescentes, preparando-os para uma primeira experiência no mercado de trabalho, como atletas ou outras dentro e fora do esporte.
No dia 25 de outubro de 2019, foi anunciado por Juninho Paulista como novo auxiliar técnico da Seleção Brasileira. César Sampaio e o treinador Tite deixaram o cargo em dezembro de 2022, após a eliminação do Brasil na Copa do Mundo realizada no Catar.
Em janeiro de 2025, César Sampaio foi anunciado como auxiliar técnico da comissão fixa do Santos. Em abril, após a demissão do português Pedro Caixinha, Sampaio assumiu interinamente o comando do time em três partidas, somando uma vitória e duas derrotas. Voltou à função de auxiliar técnico com a chegada do treinador Cléber Xavier.

## Títulos

### Como jogador
Palmeiras
- Campeonato Paulista: 1993 e 1994
- Campeonato Brasileiro: 1993[20] e 1994
- Torneio Rio-São Paulo: 1993 e 2000
- Copa Libertadores da América: 1999

Yokohama Flugels
- Supercopa Asiática: 1995
- Copa do Imperador: 1998

Deportivo La Coruña
- Supercopa da Espanha: 2000

Seleção Brasileira
- Copa América: 1997
- Copa das Confederações FIFA: 1997

### Outras conquistas
Palmeiras
- Taça Lazio: 1991
- Troféu Athiê Jorge Couri: 1993
- Taça Reggiana: 1993
- Copa Lev Yashin: 1994
- Taça Nagoya: 1994
- Copa Brasil-Itália: 1994

### Campanhas de destaque
Seleção Brasileira
- Copa do Mundo FIFA: vice-campeão (1998)

### Prêmios individuais
Santos
- Bola de Prata da revista Placar: 1990
- Bola de Ouro da revista Placar: 1990[41]

Palmeiras
- Bola de Prata da revista Placar: 1993
- Bola de Ouro da revista Placar: 1993
- Melhor Jogador Campeonato Paulista: 1994
- Melhor jogador do Torneio Rio São Paulo: 2000